# Sekundærrute 445
Sekundærrute 445 er en rutenummereret hovedlandevej i Østjylland.
Ruten går fra Hov i Odder Kommune, forbi Odder til Skanderborg, Ry og slutter ved mødet med Primærrute 52 i Rodelund ved Them.
Hovedlandevej 445 har en distance på 53 km.